# Jianianhualong tengi
Jianianhualong (il cui nome significa "drago di Jianianhua") è un genere estinto di dinosauro teropode troodontide vissuto nel Cretaceo inferiore, circa 125 milioni di anni fa (Aptiano), in quella che oggi è la Formazione Yixian, nella Contea di Yixian, in provincia di Liaoning. Il genere Jianianhualong contiene una singola specie, ossia J. tengi, nominata nel 2017 da Xu e colleghi, basata su uno scheletro articolato che conserva ancora tracce del piumaggio.

## Descrizione

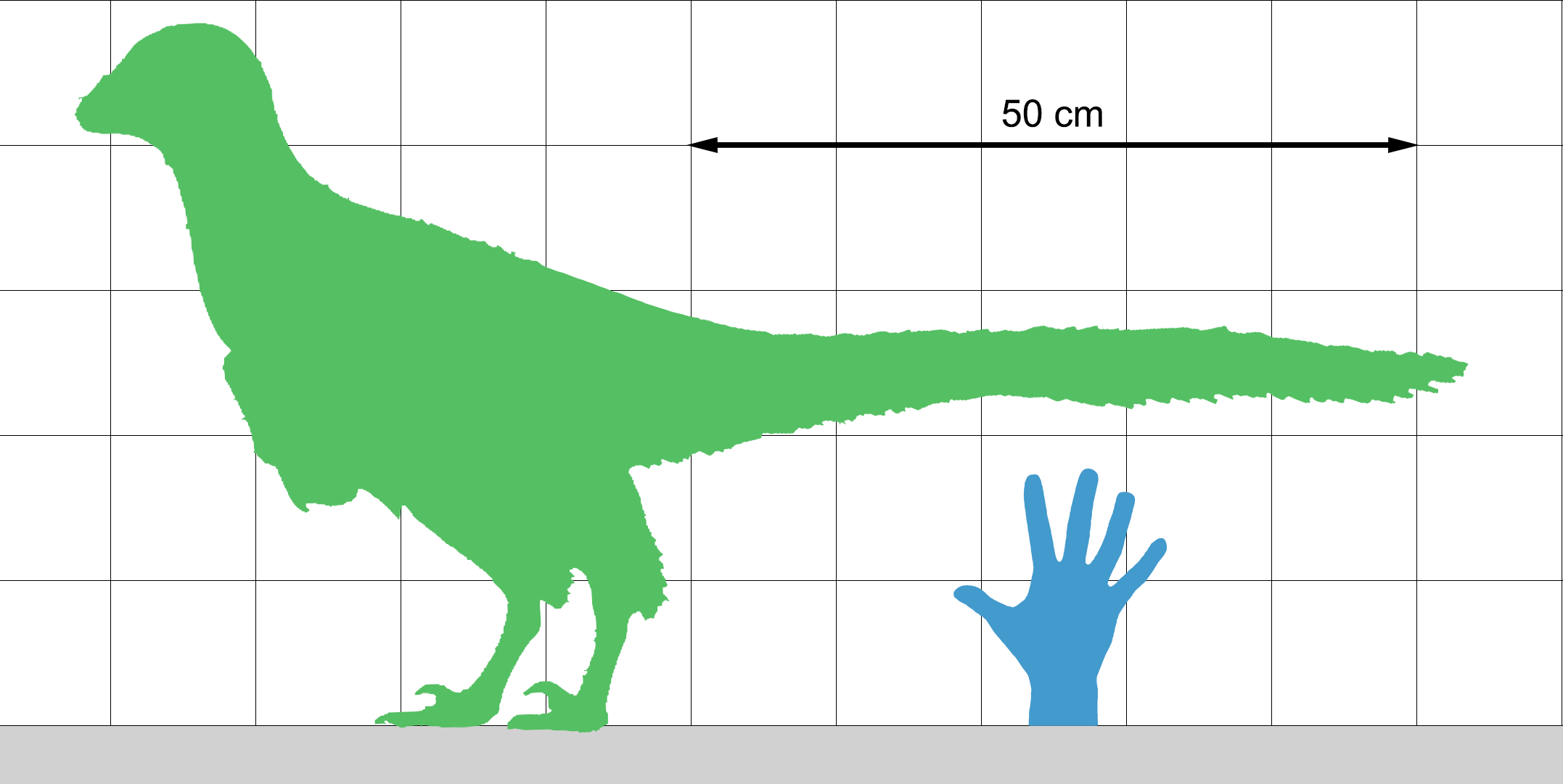
Dimensioni di J. tengi

L'esemplare tipo di Jianianhualong misura circa 1 metro (3 piedi e 3 pollici), ma mancando della parte posteriore della coda, l'intero animale probabilmente raggiungeva i 1,12 metri (3 piedi e 8 pollici) di lunghezza. Scalando dalla lunghezza femorale di 11,7 centimetri (4,6 pollici), Xu et al. ha stimato che l'animale pesasse 2,4 chilogrammi (5,3 libbre), una massa scheletrica molto simile a quella degli altri troodontidi della sua formazione. Nonostante le ridotte dimensioni, l'esemplare olotipo era un animale adulto, come indicato dalla fusione delle suture nelle vertebre.

### Cranio

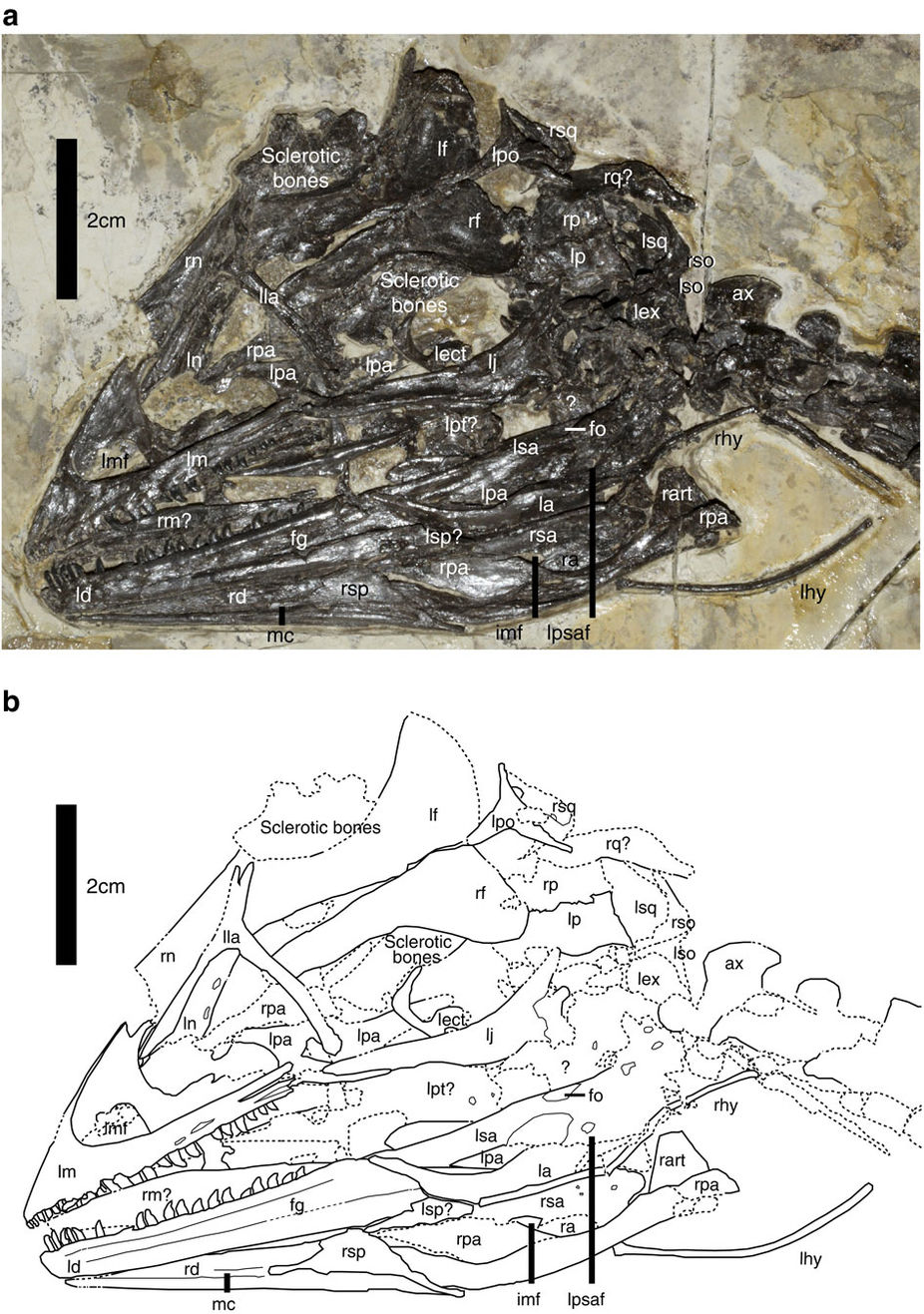
Cranio di J. tengi

Il cranio del Jianianhualong era piuttosto piccolo (la mandibola è circa il 75% della lunghezza del femore) e con una forma sub-triangolare se visto di lato, con un muso breve e tetto cranico largo come in Mei. Tra le ossa del muso, l'osso anteriore meglio conservato è la mascella, il cui corpo principale è più alto di quanto sia lungo. Questo tratto contraddistingue Jianianhualong da tutti gli altri membri di Troodontidae, insieme al margine superiore dell'osso che forma un grande angolo di 45° con il margine inferiore (Saurornithoides ha un angolo di 6° e Sinovenator di 36°). C'è un crinale sul fianco posteriore del jugosale, a differenza di Byronosaurus, Sinovenator, Sinusonasus, Xixiasaurus e Zanabazar, ma è accompagnato da una scanalatura (già conosciuta in Byronosaurus). Il ramo jugale, relativamente profondo, unisce Jianianhualong ai troodontidi più derivati e non a Sinovenator.
Dietro mascella, la fossa conosciuta come fenestra antorbitale è grande e sub-triangolare e reca due grandi aperture (la parete antorbitale e la lunga fessura maxilluminata allungata) che si estendono dal margine superiore al margine inferiore della fossa. Questa condizione generale assomiglia a quella dei troodontidi derivati (Sinornithoides, Sinovenator e Sinosunasus hanno un'apertura supplementare nota come apertura promaxillare). Tuttavia, il bordo della fossa è spesso come quello di Byronosaurus, e la barra d'osso che separa il fenestrae è stretta come in Sinovenator. Ad affiancare la parte superiore e posteriore della fossa è l'osso lacrimale a forma di T , che ha un lungo filo proiettato e una flangia alla giunzione tra i rami che disegnano in retromarcia e discendono, come negli altri troodontidi. Il ramo discendente è quasi uguale al ramo sporgente in avanti, più lungo rispetto a quello degli altri troodontidi, e il ramo discendente porta anche un crinale unico sulla parte anteriore.
Il nasale è corto e largo come in Mei, e porta una fila di foramina come altri troodontidi. Analogamente agli altri troodontidi, le curve frontali si inclinano indietro sul bordo esterno che borda l'orbita degli occhi. L'osso è circa 1,8 volte più lungo che largo. Sulla superficie inferiore dell'osso c'è una cresta prominente conosciuta come cresta craniale che diverge gradualmente dal bordo dell'orbita dell'occhio verso la mediana della parte posteriore dell'osso. La punta anteriore della cresta contatta il lacrimale, con un giunto relativamente semplice, diverso da quello di Troodon. I dettagli sulla braccola sono suggeriti dalla superficie interna del frontale, tra cui l'ampio tratto olfattivo e la parte posteriore del cervello.

#### Mandibola

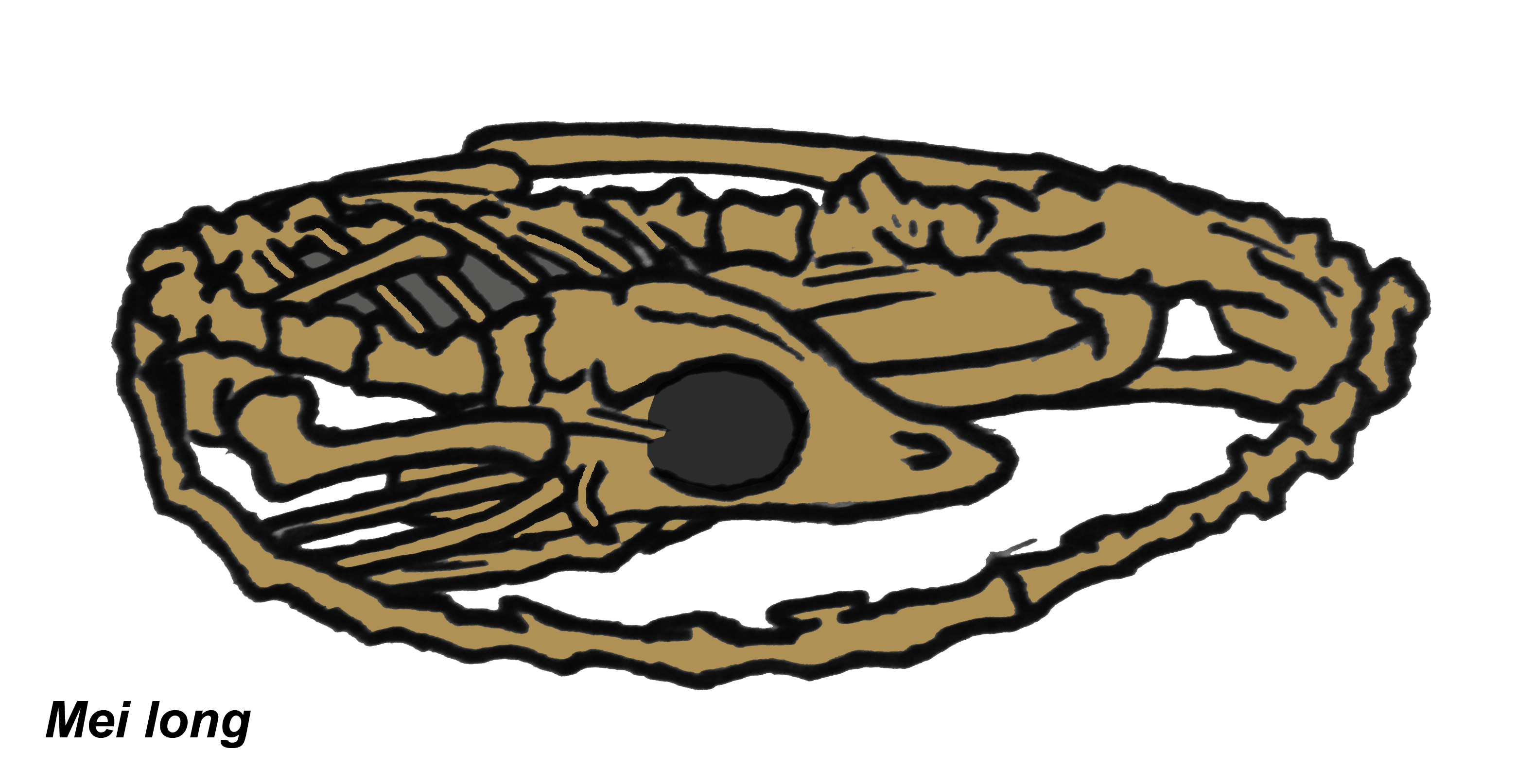
Diagramma dell'olotipo di Mei, in dettaglio il cranio subtriangolare

Nel complesso, la mandibola è subtriangolare, in vista laterale, con un margine superiore diritto ed un margine inferiore curvo. Il dentario è lungo (occupando la metà della lunghezza della mascella), superficiale e triangolare, e presenta una scanalatura che si allarga verso la parte posteriore dell'osso, come negli altri troodontidi. Altra caratteristica condivisa con altri troodontidi, sono le numerose foramina nella parte anteriore del dentario, che sono particolarmente concentrate all'interno della scanalatura. Ancora dietro, vi è una fossa situata vicino alla parte posteriore della superficie superiore della cella, mai vista in altri troodontidi. I bordi a sbalzo sovrastano la parete mandibolare. L'angolare suddivide il dentario e la parete mandibolare da un robusto ramo di proiezione prospettico che si curva fortemente verso l'alto. Tale ramo era già stato osservato in Sinovenator, in altri troodontidi, e anche alcuni dromaeosauridi; potrebbe essere una caratteristica peculiare dei troodontidi o dei deinonychosauri. Sulla parte interna della mascella, lo speniale sub-triangolare non ha una tacca a forma di V sul retro, a differenza di Deinonychus e di altri teropodi. Dietro lo spleniale, le curve prearticolari verso il fondo della mascella, possiedono una lama sottile nella parte anteriore e un albero arrotondato sul retro. Tale caratteristica è simile a quella riscontrata in altri maniraptora.

#### Denti
Il dentario di Jianianhualong conteneva esattamente 21 denti su ciascun lato, mentre la mascella ne conteneva 25 su ciascun lato. Come altri troodontidi, i denti sono fortemente ricurvi e distribuiti in modo non uniforme. I denti della parte anteriore della bocca sono strettamente ravvicinati, mentre sono più piccoli e più distanziati nella parte posteriore della bocca. Caratteristica dei troodontidi, i denti hanno corone corte, con rapporti di altezza-larghezza che diminuiscono da 1,5 (primo dente) a 1,2 (sesto dente) lungo la mascella; Lo stesso rapporto è di 2,6 in Microraptor. I denti vicino alla parte anteriore della mascella (ad es. il primo dente mascellare) non presentano seghettature, mentre il resto dei denti presentano scanalature e seghettature nel bordo posteriore. Queste seghettature sono molto fini, come in Sinovenator, anziché robuste come nei troodontidi più evoluti. Simile ai troodontidi contemporanei, l'ultimo dente mascellare si trova vicino alla parte posteriore del ramo giugale della mascella, che è molto più indietro rispetto alla maggior parte dei coelurosauri. Insolitamente, a differenza dei denti mascellari, i primi denti del dentario sembrano essere in avanti. Questa condizione è presente in diversi dromaeosauridi contemporanei.

### Scheletro assiale

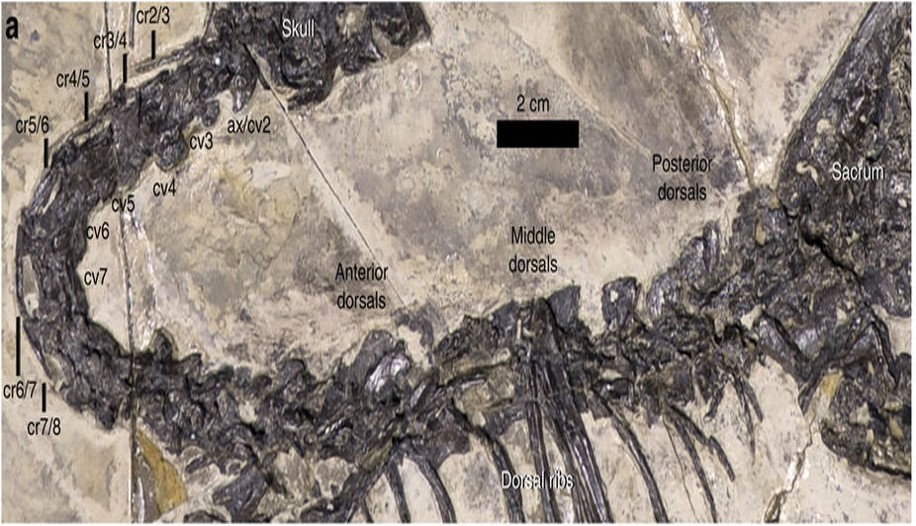
Collo e torso di J. tengi

La colonna vertebrale di Jianianhualong è quasi completa. Tuttavia, non è sempre possibile esaminare le singole vertebre. Il collo (cioè le vertebre cervicali) è lungo circa 16 centimetri (6.3 pollici), il torso (cioè la vertebre dorsali) è lungo 17 centimetri e la coda (cioè le vertebre caudali) è di 54 centimetri (21 pollici). Nel complesso, la coda sarebbe stata 3,9 volte la lunghezza del femore; È probabile che la coda contenesse fino a 31 vertebre caudali in totale.

#### Collo
Caso unico tra i troodontidi, la spina dorsale neurale dell'epistrofeo, la seconda vertebra cervicale, ha un margine superiore convesso, e la parte posteriore è fortemente espansa. Il terzo cervicale ha una lunghezza media centruma di 12 millimetri ed ha una breve spina neurale. Associata ma staccata da questo cervicale è la terza nervatura cervicale, lunga e snella, che si sovrappone sia al terzo che al quarto cervicale. Il quarto cervicale è leggermente più lungo con una nervatura più robusta e ha una spina dorsale rettangolare 1,5 volte più lunga. La quinta e la settima cervicale sono le più lunghe, con il sesto e il settimo che portano sistemi complessi pneumatici di foramine, fosse e creste sui loro lati. Le loro costole corrispondenti sono leggermente più lunghe del loro centro. Più indietro, i rimanenti cervicali sono significativamente più corti e costringono le nervature con testate espanse di uguale lunghezza al loro centro.

#### Tronco, costole e gastralia
Le vertebre dorsali anteriori sono relativamente corte, mentre le dorsali medie e posteriori sono relativamente più lunghe. Nessun foramina o fossa sono presenti sui lati delle dorsali anteriori; Le dorsali medie e posteriori erano probabilmente simili. Il centro del dorsale medio e posteriore è poco profondo, con un rapporto di lunghezza-altezza di 2,0, come in altri piccoli deinonychosauri. Come altri membri basali di Paraves, le spine dorsali neurali sono a forma di ventaglio, con le spine neurali appartenenti ai dorsali posteriori che si attaccano alle metà posteriori del centro corrispondente. Nessuna delle costole dorsali ha un processo uncinato come negli uccelli, e lo sterno non è ossificato. Questo è simile a quanto visto anche in altri troodontidi. Come il Velociraptor e altri teropodi, la prima coppia di gastralie vicino alla parte anteriore del torso è notevolmente più robusta, in particolare nella parte centrale.

#### Coda

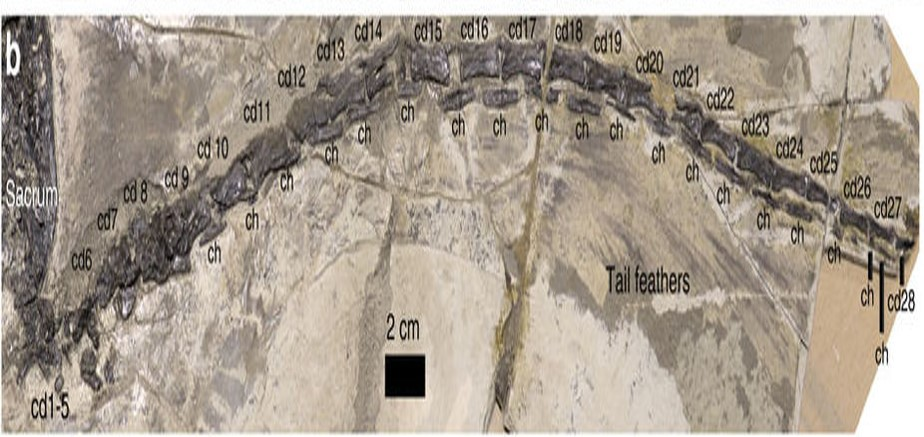
Coda di J. tengi

Come altri paraviani, le vertebre caudali di Jianianhualong aumentano in lunghezza nella coda; per esempio, la nona caudale è 1,7 volte la lunghezza dell'ottava, mentre la quindicesima caudale (tra i caudali più lunghi, con una lunghezza di 23,3 millimetri) è circa il doppio del sesto. Dal venticinquesimo caudale all'indietro, i lati delle caudali diventano compressi in modo che non siano sotto-triangolari anziché rettangolari; Questa transizione si verifica a due terzi della lunghezza della coda in Sinovenator. Inoltre, dal venticinquesimo caudale all'indietro, la superficie articolare anteriore del centro diventa più profonda della superficie articolare posteriore. Non c'è alcuna prova della scanalatura sul fondo del centro della coda anteriore, che si prevede nei coelurosauri. Come gli altri troodontidi, gli zigafofesi dei caudali sono piccoli e quasi orizzontali, anziché essere lunghi come in altri tetanuri.
Ci sono spine neurali solo sulle prime otto caudali; Non si sa se le spine neurali sono sostituite da una scanalatura ulteriormente all'indietro, come negli altri troodontidi. Sulla parte inferiore dei caudali, le chevron sono piatte. Le chevron che articolano con i primi ai quinti caudali sono molto più alti di quelli lunghi; Quelli che articolano con il sesto e il nono caudale sono più lunghi di quelli alti, anche se sono ancora relativamente alti; E quelli che articolano con il nono, il decimo e gli altri caudali sono molto superficiali e sono piuttosto appiattiti. Sulle caudali verso la parte posteriore della coda, le proiezioni avanti e indietro del chevron sono uguali nella lunghezza. In questi chevron, la proiezione in avanti è sbarrata, mentre la proiezione posteriore è un po' biforcata. A differenza di Sinusonasus, dove tutti gli chevron entrano in contatto tra loro, esistono alcune lacune tra gli chevron di Jianianhualong.

### Arti

#### Cinto scapolare e braccia

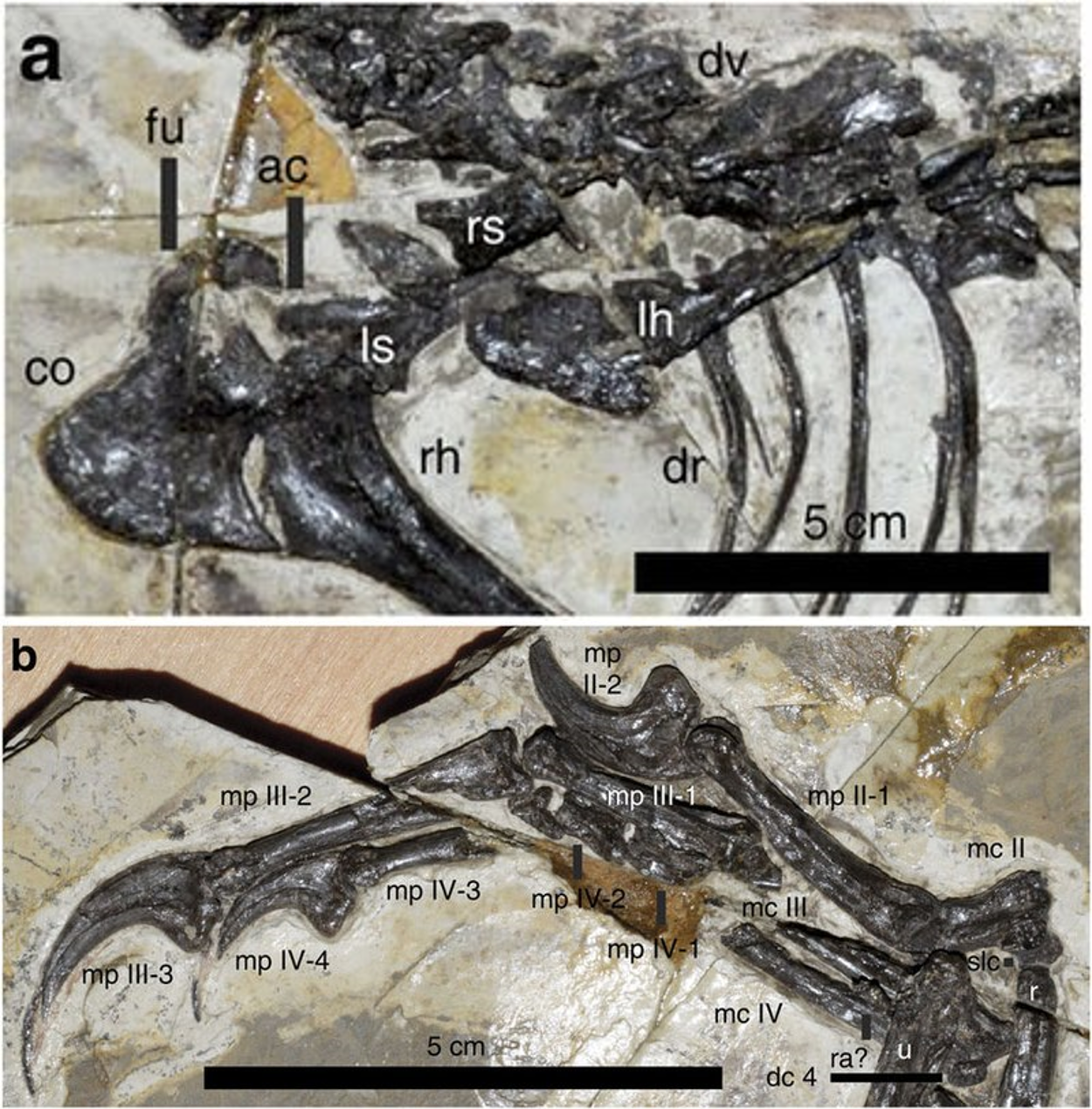
Spalla (a) e mano (b) di J. tengi

La scapola, che presenta una lama simile ad una cinghia è approssimativamente uguale in lunghezza all'omero, ed è conservata ad un angolo di 40° rispetto all'asse longitudinale delle dorsali. Questo è più simile agli esemplari articolati di più theropodi basali rispetto ai paraviani, in cui la scapola è quasi parallela alle dorsali. Come gli altri membri di Pennaraptora, il grande coracoide a quattro lati è circa 1,3 volte la sua larghezza. Il fondo del coracoide si estende all'indietro con una proiezione a gancio, il processo postglenoide, che è di lunghezza simile a quello di Sinornithoides ma più lungo di quello di Sinovenator. Tuttavia, a differenza di Sinornithoides, la furcula è robusta, appiattita e a forma di U come quella di Mei.
Come i troodontidi derivati, l'omero è sottile ed è circa il 70% della lunghezza del femore. Sull'omero, tuttavia, la cresta deltopicale è breve rispetto a Linhevenator e ad altri troodontidi derivanti, occupando solo il 20% della lunghezza ossea. L'ulna, che è l'88% della lunghezza dell'omero, presenta un leggero arco anteriore. Il Mei ha un arco molto più forte, mentre è assente in quasi tutti gli altri troodontidi. L'olecrano dell'ulna è leggermente sviluppato e sembra essere accompagnato da una flangia prominente più in basso sull'osso. Rispetto all'ulna, il radio è leggermente più sottile, avendo un diametro pari al 76% di quello dell'ulna. Contrariamente alla maggior parte degli altri teropodi, la parte superiore del radio ha un arco anteriore simile a quello dell'ulna.
La mano possiede tre dita, tipiche dei Maniraptora, che rispettivamente hanno 2, 3 e 4 falangi. La lunghezza totale della mano è di 112 mm (4.4 pollici), 140% dell'omero e del 95% del femore. Nel polso il carpale semilunato è relativamente piccolo; La superficie superiore è fortemente convessa e reca una scanalatura trasversale unica. Tra le quattro ossa metacarpali, la fine del metacarpo IV (corrispondente alla terza cifra) si estende leggermente oltre la fine del metacarpo III (corrispondente alla seconda cifra), normalmente assente al di fuori di Avialae. Tuttavia, gli uccelli enantiornitini possiedono questo tratto. L'estremità superiore del metacarpo IV si trova anche più in basso rispetto a quella del metacarpo III, come per molti paraviani.
Diverse caratteristiche distintive di Jianianhualong si trovano più in basso tra le falangi. La falange II-1 (la prima falange del primo dito) è insolitamente lunga, essere solo più breve del metacarpo III; Possiede un "tallone" alla sua estremità superiore, così come una grossa scanalatura sulla superficie interna che si estende dalla parte superiore dell'osso per più della metà della sua lunghezza. Inoltre, la falange III-2 è anche molto lunga, più lunga del metacarpo III, un tratto che si vede solo negli ornithomimosauri basali e nei paraviani Xiaotingia e Yixianosaurus. Gli artigli, o falangi unguali, sono molto robusti, con una larghezza basale pari almeno al 50% della loro lunghezza complessiva; L'artiglio della prima cifra è il più grande. Come tutti i dromaeosauridi, il piccolo artiglio del terzo dito ha un leggero arco verso l'alto.

#### Cintura pelvica e piedi
Il bacino di Jianianhualong in generale è simile a quello di Sinovenator. Come Sinovenator, Archaeopteryx e altri dromaeosauridi basali, l'ilio è piccolo, essendo il 60% della lunghezza del femore. La maggior parte degli altri teropodi hanno un ilio che è almeno il 70% della lunghezza del femore. Caso insolito tra i teropodi, il margine superiore è concavo. La "gamba" sporgente dell'ileo, il peduncolo pubica, ha una grande depressione laterale rivolta in avanti, che serve come attacco per il muscolo femorale goniometro noto come cuppedicus muscolare. Sotto l'ilio, il pube sinistro e destro sono congiunti nella "rientranza pubica", caratteristica dei troodontidi, con una cresta sulla superficie posteriore, come in Sinovenator.
Dietro i pubi, l'ischio è un breve osso a forma di piastra che è il 48% della lunghezza del pube. Come nei dromaeosauridi basali e negli uccelli basali, c'è una proiezione verso l'alto vicino alla parte superiore dell'osso, dove si articola con l'ilio. Più in basso, il bordo delle ossa si curva verso l'interno, seguito da una seconda proiezione verso l'alto (vista anche in Archaeopteryx). Il processo di otturazione proiettile dell'ischio si trova vicino al fondo dell'osso come nei dromaeosauridi basali e negli uccelli basali, ma è piccolo come quello di Archaeopteryx. C'è un piccolo incavo sul margine del processo; anche Buitreraptor e Sinornithosaurus hanno un recesso simile ma relativamente più ampio.
Come la maggior parte dei teropodi, il femore è curvo in avanti. L'estremità inferiore del femore è più robusto della parte superiore, un tratto condiviso con Anchiornis. Tra le quattro ossa metatarsali, il metatarso II è il più corto e più sottile, essendo l'88% della lunghezza del metatarso III, oltre al metatarsale I (corrispondente all'alluce o alla cifra I). Il metatarsale III è il 72% della lunghezza del femore, più breve di quello di Sinovenator che è il 90% della lunghezza del femore. A differenza di altri troodontidi, l'estremità inferiore del metatarso II non supporta un giunto a cerniera e manca anche di una flangia sul fondo del metatarso IV, il quale rappresenta una caratteristica distintiva dell'animale. Tuttavia, il metatarsale IV è complessivamente robusto come in altri troodontidi. Nel complesso, le falangi dell'alluce sono lunghe, essendo collettivamente il 31% della lunghezza del metatarso III; Anche in Stenonychosaurus è presente un rapporto simile.
Sul secondo dito del piede (cifra II), la falange II-1 ha un'altezza superiore ed è circa 1,5 volte la lunghezza della falange II-2. Come in altri deinonychosauriani derivati, la falange II-2 ha un "tallone" prominente alla sua estremità superiore, significativamente esteso. L'estremità inferiore della falange II-2 porta un'estensione al di sotto e al di sopra del diametro dell'albero, un tratto che avrebbe potenziato l'arco di rotazione dell'articolazione che si vede anche in altri troodontidi e dromaeosauridi basali. Come i troodontidi derivati e i dromaeosauridi, l'artiglio di falce, l'unguale della cifra II, è fortemente curvato e reca un tubercolo di flessione prominente (la porzione che articola con la falange); È anche molto più grande delle altre falangi della cifra II, essendo 1.4 volte la lunghezza della falange II-1, che possiede dimensioni uguali a quelle dei piedi di Sinovenator.

### Piumaggio

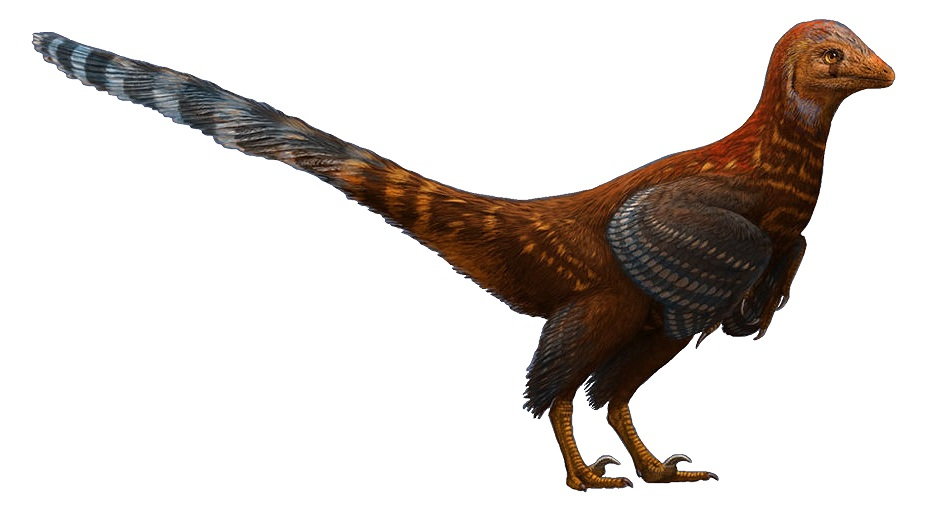
Ricostruzione artistica di Jianianhualong

Il piumaggio di Jianianhualong è conservato al fianco dell'intera colonna vertebrale. Nella parte inferiore del collo le piume sono conservate con una lunghezza di almeno 30 mm (1,2 pollici). Quelle lungo la schiena e sopra l'anca sono più lunghe, con una lunghezza di circa 75 mm (3,0 pollici). Anche dietro la tibia ci sono piume di una lunghezza di 70 mm. Inoltre, alcune piume poco conservate sono associate all'omero e all'ulna, aventi però una lunghezza sconosciuta.
Come Jinfengopteryx, Anchiornis e Archaeopteryx, la coda di Jianianhualong supporta una fronda di piume pennacee, lungo tutta la sua lunghezza. A differenza di Archaeopteryx, e potenzialmente di Jinfengopteryx, le piume sono curve, con un bordo anteriore convesso e un bordo posteriore concavo. Le piume dal centro della coda sono lunghe 120 mm e larghe di almeno 10 mm. Come in Archaeopteryx, almeno alcune delle lunghe penne che fodera la coda sono asimmetriche; Una piuma ha una traversa (posteriore) della fronda che è circa il doppio largo della balacca (frontale) con le barbule rispettivamente in corrispondenza degli angoli di 10° e 15° per i due lati. In Archaeopteryx, le piume alla fine della coda, non conservate in Jianianhualong, sono simmetriche e presentano punte arrotondate.

## Classificazione
Un certo numero di caratteristiche permettono di identificare lo Jianianhualong come membro di Troodontidae. Questi includono il lungo filo e la flangia proiettata dal lacrimale, la foramina del nasale, la transizione liscia tra l'orbita e il fianco retrostante del frontale, la cresta sul giugale del ramo proiettato in avanti, il dentario triangolare che reca una scanalatura di allargamento, il numero relativamente elevato di denti distribuiti in modo irregolare, gli chevron appiattiti con proiezioni avanzate in avanti e proiezioni arretrate biforcate, e la larga e piatta "rientranza pubica" formata dai pubi.

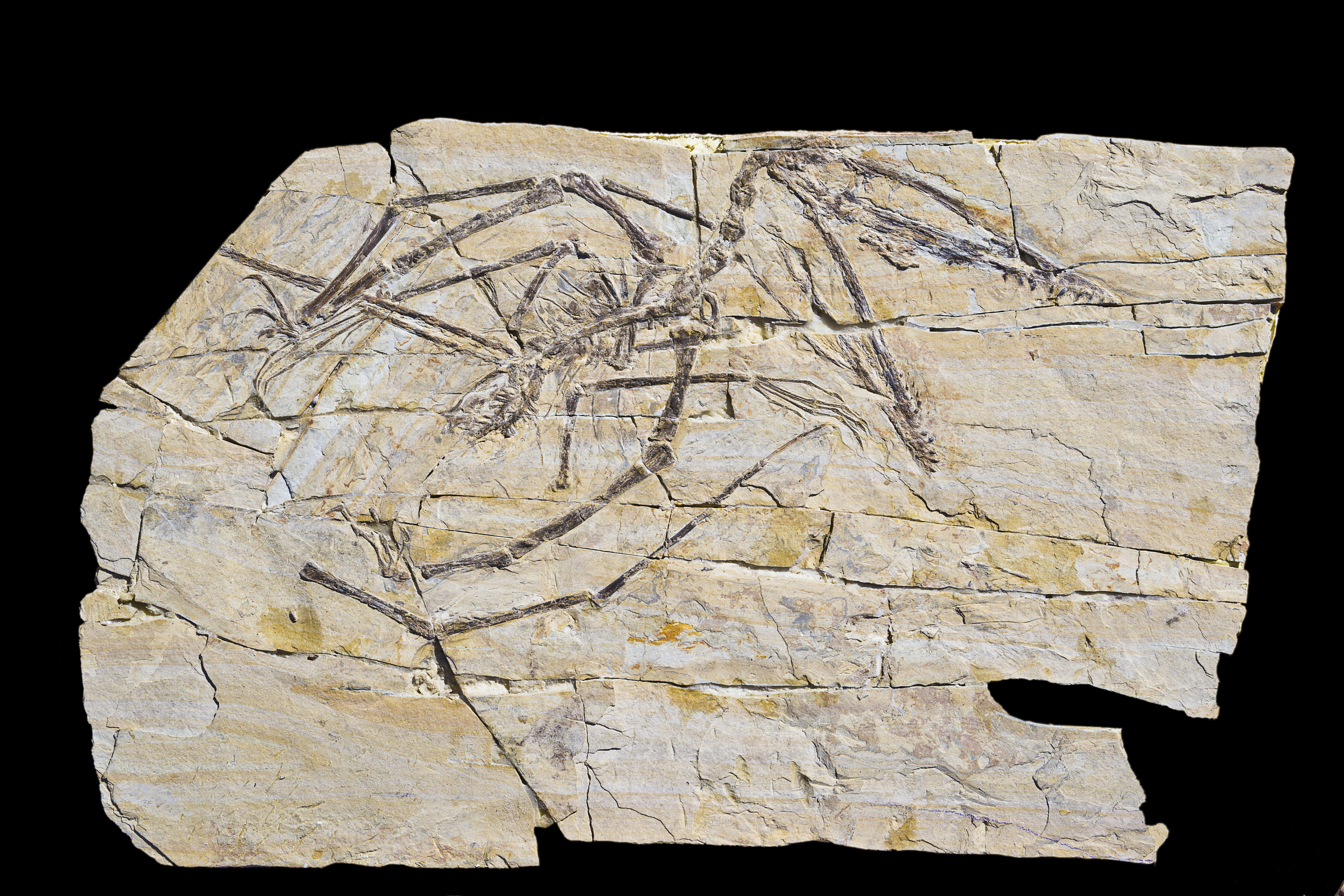
La presenza di caratteri basali e derivati in Jianianhualong può essere indicativa nell'evoluzione mosaica, osservata anche nello pterosauro Darwinopterus

All'interno dei troodontidi, lo Jianianhualong presenta una combinazione unica di caratteristiche provenienti sia da troodontidi basali sia evoluti, organizzati in regioni distinte del suo corpo. Le braccia e il bacino somigliano in larga misura a quelle dei troodontidi basali come il Sinovenator: la corta cresta deltopicale su l'omero, le mani lunghe, il metacarpo II e la falange III-2 della mano, il piccolo ilio, la cresta sulla rientranza pubica, e il breve ischio con le due proiezioni e un processo di otturazione vicino alla parte inferiore dell'osso. Contemporaneamente, il cranio e gli arti inferiori assomigliano a quello dei troodontidi derivati: il ramo giugalico profondo della mascella che reca una scanalatura prominente, la fossa antorbitale sub-triangolare, la relativamente lunga fenestra maxillare, il breve ramo giugale del postorbitale, il lungo alluce, il metatarso II snello e corto, il "tallone" sulla falange II-2, e l'ampia, articolata falce. Il Sinusonasus presenta una condizione simile: il cranio è come quelle dei troodontidi basali, e il bacino e gli arti posteriori sono come quelli di troodontidi derivati.
Filogeneticamente, Xu e colleghi hanno trovato Jianianhualong in una politomia con Sinusonasus e diversi altri troodontidi intermedi. Il cladogramma che si ricava da questa analisi è riportato di seguito.
|  | Xiaotingia zhengi                               |
|  |                                                 |
|  | Anchiornis huxleyi Piume della coda simmetriche |
|  |                                                 |

|  | Sinusonasus magnodens                                                                                                |
|  | |
|  | Jianianhualong tengi Piume della coda e delle ali asimmetriche                                                       |
|  | |
|  | IGM 100/44 ("troodontide EK")                                                                                        |
|  | |
|  | Sinornithoides yangi                                                                                                 |
|  | |
|  | Byronosaurus jaffei                                                                                                  |
|  | |
|  | \| \| Zanabazar junior \| \| \| \| \| \| Saurornithoides mongoliensis \| \| \| \| \| \| Troodon formosus \| \| \| \| |
|  | |
|  | Zanabazar junior |
|  | |
|  | Saurornithoides mongoliensis                                                                                         |
|  | |
|  | Troodon formosus |
|  | |

|  | Zanabazar junior             |
|  |                              |
|  | Saurornithoides mongoliensis |
|  |                              |
|  | Troodon formosus             |
|  |                              |

|  | Sinusonasus magnodens                                                                                                |
|  | |
|  | Jianianhualong tengi Piume della coda e delle ali asimmetriche                                                       |
|  | |
|  | IGM 100/44 ("troodontide EK")                                                                                        |
|  | |
|  | Sinornithoides yangi                                                                                                 |
|  | |
|  | Byronosaurus jaffei                                                                                                  |
|  | |
|  | \| \| Zanabazar junior \| \| \| \| \| \| Saurornithoides mongoliensis \| \| \| \| \| \| Troodon formosus \| \| \| \| |
|  | |
|  | Zanabazar junior |
|  | |
|  | Saurornithoides mongoliensis                                                                                         |
|  | |
|  | Troodon formosus |
|  | |

|  | Zanabazar junior             |
|  |                              |
|  | Saurornithoides mongoliensis |
|  |                              |
|  | Troodon formosus             |
|  |                              |

|  | Sinusonasus magnodens                                                                                                |
|  | |
|  | Jianianhualong tengi Piume della coda e delle ali asimmetriche                                                       |
|  | |
|  | IGM 100/44 ("troodontide EK")                                                                                        |
|  | |
|  | Sinornithoides yangi                                                                                                 |
|  | |
|  | Byronosaurus jaffei                                                                                                  |
|  | |
|  | \| \| Zanabazar junior \| \| \| \| \| \| Saurornithoides mongoliensis \| \| \| \| \| \| Troodon formosus \| \| \| \| |
|  | |
|  | Zanabazar junior |
|  | |
|  | Saurornithoides mongoliensis                                                                                         |
|  | |
|  | Troodon formosus |
|  | |

|  | Zanabazar junior             |
|  |                              |
|  | Saurornithoides mongoliensis |
|  |                              |
|  | Troodon formosus             |
|  |                              |

|  | Sinusonasus magnodens                                                                                                |
|  | |
|  | Jianianhualong tengi Piume della coda e delle ali asimmetriche                                                       |
|  | |
|  | IGM 100/44 ("troodontide EK")                                                                                        |
|  | |
|  | Sinornithoides yangi                                                                                                 |
|  | |
|  | Byronosaurus jaffei                                                                                                  |
|  | |
|  | \| \| Zanabazar junior \| \| \| \| \| \| Saurornithoides mongoliensis \| \| \| \| \| \| Troodon formosus \| \| \| \| |
|  | |
|  | Zanabazar junior |
|  | |
|  | Saurornithoides mongoliensis                                                                                         |
|  | |
|  | Troodon formosus |
|  | |

|  | Zanabazar junior             |
|  |                              |
|  | Saurornithoides mongoliensis |
|  |                              |
|  | Troodon formosus             |
|  |                              |

|  | Xiaotingia zhengi                               |
|  |                                                 |
|  | Anchiornis huxleyi Piume della coda simmetriche |
|  |                                                 |

|  | Sinusonasus magnodens                                                                                                |
|  | |
|  | Jianianhualong tengi Piume della coda e delle ali asimmetriche                                                       |
|  | |
|  | IGM 100/44 ("troodontide EK")                                                                                        |
|  | |
|  | Sinornithoides yangi                                                                                                 |
|  | |
|  | Byronosaurus jaffei                                                                                                  |
|  | |
|  | \| \| Zanabazar junior \| \| \| \| \| \| Saurornithoides mongoliensis \| \| \| \| \| \| Troodon formosus \| \| \| \| |
|  | |
|  | Zanabazar junior |
|  | |
|  | Saurornithoides mongoliensis                                                                                         |
|  | |
|  | Troodon formosus |
|  | |

|  | Zanabazar junior             |
|  |                              |
|  | Saurornithoides mongoliensis |
|  |                              |
|  | Troodon formosus             |
|  |                              |

|  | Sinusonasus magnodens                                                                                                |
|  | |
|  | Jianianhualong tengi Piume della coda e delle ali asimmetriche                                                       |
|  | |
|  | IGM 100/44 ("troodontide EK")                                                                                        |
|  | |
|  | Sinornithoides yangi                                                                                                 |
|  | |
|  | Byronosaurus jaffei                                                                                                  |
|  | |
|  | \| \| Zanabazar junior \| \| \| \| \| \| Saurornithoides mongoliensis \| \| \| \| \| \| Troodon formosus \| \| \| \| |
|  | |
|  | Zanabazar junior |
|  | |
|  | Saurornithoides mongoliensis                                                                                         |
|  | |
|  | Troodon formosus |
|  | |

|  | Zanabazar junior             |
|  |                              |
|  | Saurornithoides mongoliensis |
|  |                              |
|  | Troodon formosus             |
|  |                              |

|  | Sinusonasus magnodens                                                                                                |
|  | |
|  | Jianianhualong tengi Piume della coda e delle ali asimmetriche                                                       |
|  | |
|  | IGM 100/44 ("troodontide EK")                                                                                        |
|  | |
|  | Sinornithoides yangi                                                                                                 |
|  | |
|  | Byronosaurus jaffei                                                                                                  |
|  | |
|  | \| \| Zanabazar junior \| \| \| \| \| \| Saurornithoides mongoliensis \| \| \| \| \| \| Troodon formosus \| \| \| \| |
|  | |
|  | Zanabazar junior |
|  | |
|  | Saurornithoides mongoliensis                                                                                         |
|  | |
|  | Troodon formosus |
|  | |

|  | Zanabazar junior             |
|  |                              |
|  | Saurornithoides mongoliensis |
|  |                              |
|  | Troodon formosus             |
|  |                              |

|  | Sinusonasus magnodens                                                                                                |
|  | |
|  | Jianianhualong tengi Piume della coda e delle ali asimmetriche                                                       |
|  | |
|  | IGM 100/44 ("troodontide EK")                                                                                        |
|  | |
|  | Sinornithoides yangi                                                                                                 |
|  | |
|  | Byronosaurus jaffei                                                                                                  |
|  | |
|  | \| \| Zanabazar junior \| \| \| \| \| \| Saurornithoides mongoliensis \| \| \| \| \| \| Troodon formosus \| \| \| \| |
|  | |
|  | Zanabazar junior |
|  | |
|  | Saurornithoides mongoliensis                                                                                         |
|  | |
|  | Troodon formosus |
|  | |

|  | Zanabazar junior             |
|  |                              |
|  | Saurornithoides mongoliensis |
|  |                              |
|  | Troodon formosus             |
|  |                              |

|  | Xiaotingia zhengi                               |
|  |                                                 |
|  | Anchiornis huxleyi Piume della coda simmetriche |
|  |                                                 |

|  | Sinusonasus magnodens                                                                                                |
|  | |
|  | Jianianhualong tengi Piume della coda e delle ali asimmetriche                                                       |
|  | |
|  | IGM 100/44 ("troodontide EK")                                                                                        |
|  | |
|  | Sinornithoides yangi                                                                                                 |
|  | |
|  | Byronosaurus jaffei                                                                                                  |
|  | |
|  | \| \| Zanabazar junior \| \| \| \| \| \| Saurornithoides mongoliensis \| \| \| \| \| \| Troodon formosus \| \| \| \| |
|  | |
|  | Zanabazar junior |
|  | |
|  | Saurornithoides mongoliensis                                                                                         |
|  | |
|  | Troodon formosus |
|  | |

|  | Zanabazar junior             |
|  |                              |
|  | Saurornithoides mongoliensis |
|  |                              |
|  | Troodon formosus             |
|  |                              |

|  | Sinusonasus magnodens                                                                                                |
|  | |
|  | Jianianhualong tengi Piume della coda e delle ali asimmetriche                                                       |
|  | |
|  | IGM 100/44 ("troodontide EK")                                                                                        |
|  | |
|  | Sinornithoides yangi                                                                                                 |
|  | |
|  | Byronosaurus jaffei                                                                                                  |
|  | |
|  | \| \| Zanabazar junior \| \| \| \| \| \| Saurornithoides mongoliensis \| \| \| \| \| \| Troodon formosus \| \| \| \| |
|  | |
|  | Zanabazar junior |
|  | |
|  | Saurornithoides mongoliensis                                                                                         |
|  | |
|  | Troodon formosus |
|  | |

|  | Zanabazar junior             |
|  |                              |
|  | Saurornithoides mongoliensis |
|  |                              |
|  | Troodon formosus             |
|  |                              |

|  | Sinusonasus magnodens                                                                                                |
|  | |
|  | Jianianhualong tengi Piume della coda e delle ali asimmetriche                                                       |
|  | |
|  | IGM 100/44 ("troodontide EK")                                                                                        |
|  | |
|  | Sinornithoides yangi                                                                                                 |
|  | |
|  | Byronosaurus jaffei                                                                                                  |
|  | |
|  | \| \| Zanabazar junior \| \| \| \| \| \| Saurornithoides mongoliensis \| \| \| \| \| \| Troodon formosus \| \| \| \| |
|  | |
|  | Zanabazar junior |
|  | |
|  | Saurornithoides mongoliensis                                                                                         |
|  | |
|  | Troodon formosus |
|  | |

|  | Zanabazar junior             |
|  |                              |
|  | Saurornithoides mongoliensis |
|  |                              |
|  | Troodon formosus             |
|  |                              |

|  | Sinusonasus magnodens                                                                                                |
|  | |
|  | Jianianhualong tengi Piume della coda e delle ali asimmetriche                                                       |
|  | |
|  | IGM 100/44 ("troodontide EK")                                                                                        |
|  | |
|  | Sinornithoides yangi                                                                                                 |
|  | |
|  | Byronosaurus jaffei                                                                                                  |
|  | |
|  | \| \| Zanabazar junior \| \| \| \| \| \| Saurornithoides mongoliensis \| \| \| \| \| \| Troodon formosus \| \| \| \| |
|  | |
|  | Zanabazar junior |
|  | |
|  | Saurornithoides mongoliensis                                                                                         |
|  | |
|  | Troodon formosus |
|  | |

|  | Zanabazar junior             |
|  |                              |
|  | Saurornithoides mongoliensis |
|  |                              |
|  | Troodon formosus             |
|  |                              |

|  | Xiaotingia zhengi                               |
|  |                                                 |
|  | Anchiornis huxleyi Piume della coda simmetriche |
|  |                                                 |

|  | Sinusonasus magnodens                                                                                                |
|  | |
|  | Jianianhualong tengi Piume della coda e delle ali asimmetriche                                                       |
|  | |
|  | IGM 100/44 ("troodontide EK")                                                                                        |
|  | |
|  | Sinornithoides yangi                                                                                                 |
|  | |
|  | Byronosaurus jaffei                                                                                                  |
|  | |
|  | \| \| Zanabazar junior \| \| \| \| \| \| Saurornithoides mongoliensis \| \| \| \| \| \| Troodon formosus \| \| \| \| |
|  | |
|  | Zanabazar junior |
|  | |
|  | Saurornithoides mongoliensis                                                                                         |
|  | |
|  | Troodon formosus |
|  | |

|  | Zanabazar junior             |
|  |                              |
|  | Saurornithoides mongoliensis |
|  |                              |
|  | Troodon formosus             |
|  |                              |

|  | Sinusonasus magnodens                                                                                                |
|  | |
|  | Jianianhualong tengi Piume della coda e delle ali asimmetriche                                                       |
|  | |
|  | IGM 100/44 ("troodontide EK")                                                                                        |
|  | |
|  | Sinornithoides yangi                                                                                                 |
|  | |
|  | Byronosaurus jaffei                                                                                                  |
|  | |
|  | \| \| Zanabazar junior \| \| \| \| \| \| Saurornithoides mongoliensis \| \| \| \| \| \| Troodon formosus \| \| \| \| |
|  | |
|  | Zanabazar junior |
|  | |
|  | Saurornithoides mongoliensis                                                                                         |
|  | |
|  | Troodon formosus |
|  | |

|  | Zanabazar junior             |
|  |                              |
|  | Saurornithoides mongoliensis |
|  |                              |
|  | Troodon formosus             |
|  |                              |

|  | Sinusonasus magnodens                                                                                                |
|  | |
|  | Jianianhualong tengi Piume della coda e delle ali asimmetriche                                                       |
|  | |
|  | IGM 100/44 ("troodontide EK")                                                                                        |
|  | |
|  | Sinornithoides yangi                                                                                                 |
|  | |
|  | Byronosaurus jaffei                                                                                                  |
|  | |
|  | \| \| Zanabazar junior \| \| \| \| \| \| Saurornithoides mongoliensis \| \| \| \| \| \| Troodon formosus \| \| \| \| |
|  | |
|  | Zanabazar junior |
|  | |
|  | Saurornithoides mongoliensis                                                                                         |
|  | |
|  | Troodon formosus |
|  | |

|  | Zanabazar junior             |
|  |                              |
|  | Saurornithoides mongoliensis |
|  |                              |
|  | Troodon formosus             |
|  |                              |

|  | Sinusonasus magnodens                                                                                                |
|  | |
|  | Jianianhualong tengi Piume della coda e delle ali asimmetriche                                                       |
|  | |
|  | IGM 100/44 ("troodontide EK")                                                                                        |
|  | |
|  | Sinornithoides yangi                                                                                                 |
|  | |
|  | Byronosaurus jaffei                                                                                                  |
|  | |
|  | \| \| Zanabazar junior \| \| \| \| \| \| Saurornithoides mongoliensis \| \| \| \| \| \| Troodon formosus \| \| \| \| |
|  | |
|  | Zanabazar junior |
|  | |
|  | Saurornithoides mongoliensis                                                                                         |
|  | |
|  | Troodon formosus |
|  | |

|  | Zanabazar junior             |
|  |                              |
|  | Saurornithoides mongoliensis |
|  |                              |
|  | Troodon formosus             |
|  |                              |

La congiunzione delle caratteristiche basali e derivate come regioni distinte del corpo in Jianianhualong e Sinosonas rappresenta un possibile caso di evoluzione mosaica, in cui la selezione evolutiva agisce su "parti" distinte del corpo. Infatti, il modello in cui le caratteristiche basali e derivate presenti sembrano seguire i domini del corpo regolati dai geni Hox, precedentemente discussi nel contesto degli pterosauri, come Darwinopterus. Tuttavia, questa ipotesi è indebolita dalla presenza di caratteristiche in entrambi i troodontidi che non seguono il modello. In Jianianhualong, per esempio, il grande fenorro antorbitale, la lunghezza del dente lungo la mascella e i denti finemente dentellati rappresentano le caratteristiche basali di un cranio altrimenti derivato. Allo stesso modo, il dito II del piede di Sinusonasus non è tanto specializzata quanto quello dei troodontidi derivati, nonostante l'estensione del dorso sia complessivamente derivata. Al contrario, le braccia di Jianianhualong è complessivamente corto come nei troodontidi derivati, nonostante la presenza di tratti basali.
Una ricostruzione dello stato ancestrale condotto lungo con l'analisi filogenetica (risultati etichettati filogeneticamente sopra) suggerisce che l'asimmetria delle piume delle ali probabilmente si è evoluta a sua volta, dall'antenato comune dei Paraves. Nel frattempo, le penne della coda asimmetriche probabilmente si sono evolute in seguito, dall'antenato comune di tutti Paraviani, esclusi gli scansoriopterygidi e avialae. Tuttavia, data l'incertezza sul fatto che i dromeosauridi possedessero o meno penne delle ali asimmetriche, il risultato alternativo non trova sostegno per un singolo emergere di penne delle ali asimmetriche nel comune antenato dei paraves. La concreta possibilità rimane nei troodontidi, che avevano piume della coda asimmetriche ma piume delle braccia simmetriche, suggerendo che l'asimmetria nella coda apparve per prima, ma questo non è sostenuto dalla ricostruzione dello stato ancestrale.

## Storia della scoperta
Lo Jianianhualong è conosciuto solo per il proprio esemplare tipo, uno scheletro quasi completo che conserva l'impressione delle piume, ma manca della parte finale della coda. Questo esemplare è immagazzinato sotto il numero di raccolta DLXH 1218, al museo di Dalian Xinghai, nella Provincia di Liaoning, Cina. Il fossile è stato raccolto utilizzando martelli geologici e scalpelli su rocce risalenti al Cretaceo inferiore, della Formazione Yixian nella località di Baicai Gou (cinese: 白菜 溝), situata nella Contea di Yixian, di Liaoning. Il letto Dawangzhangzi (in alternativa "Dakangpu" o "Daxinfangzi"), che fa parte della Baicai Gou, è situato al centro della formazione, ed è datato approssimativamente a 124.4 milioni di anni fa.
Nel 2017, il Jianianhualong è stato nominato e descritto da un team di ricercatori tra cui Xing Xu, Philip Currie, Michael Pittman, Lida Xing, Qingjin Meng, Junchang Lü, Dongyu Hu e Congyu Yu in un documento di ricerca pubblicato su Nature Communications. Per studiare il piumaggio conservato nel campione, Xu e colleghi hanno fatto uso di un laser flourescente a 405 nm. Il nome di genere, Jianianhualong, unisce il nome di una società che sponsorizza la ricerca di questo taxon, Jianianhua (cinese: 嘉年華), e il suffisso long (cinese: 龍), che significa "drago". Il nome specifico, tengi, si riferisce al ruolo della signora Fangfang Teng nel facilitare l'acquisto del campione da studiare.

## Paleobiologia

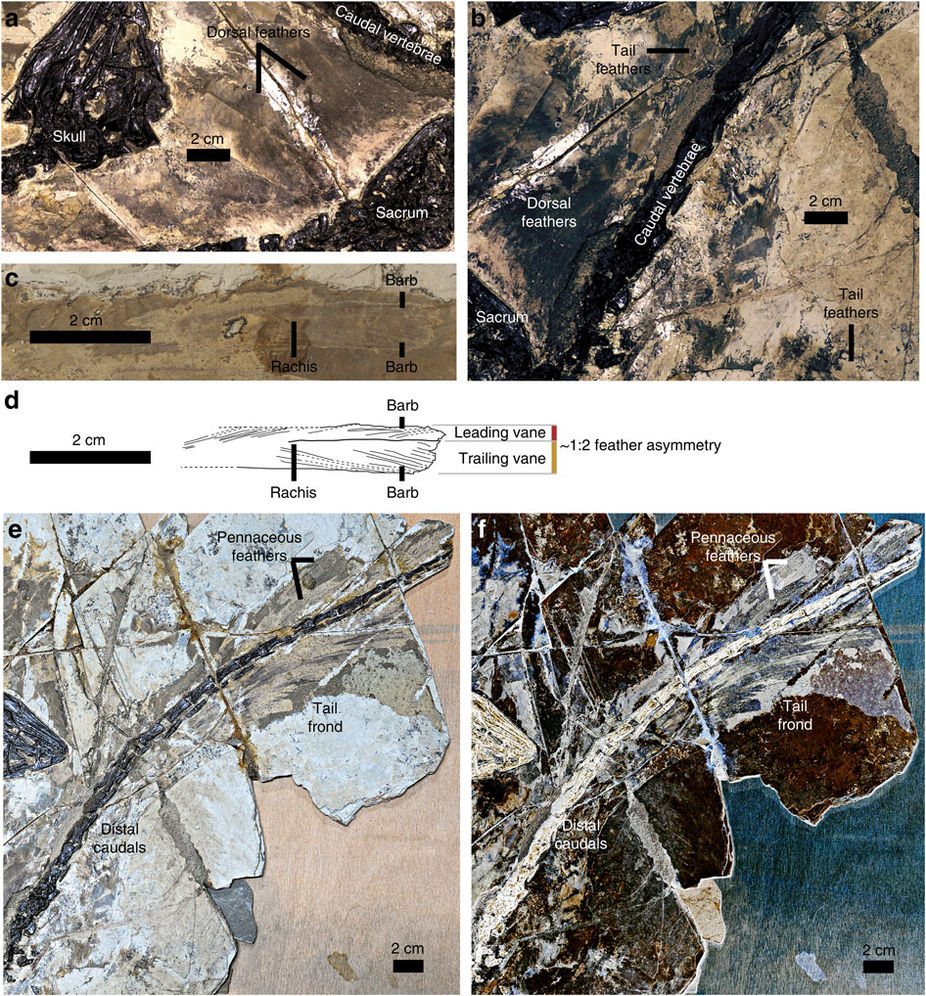
Piume di J. tengi conservate sulla schiena (a), alla base della coda (b); fotografia (c) e diagramma (d) di una piuma asimmetrica, fotografia (e, f) del bordo della coda

### Piumaggio e implicazioni aerodinamiche
Il Jianianhualong conserva le prime prove indiscutibile della presenza di piumaggio nei troodontidi, con le affinità di troodontidi come Anchiornis, Eosinopteryx, Jinfengopteryx e Xiaotingia, sono stati interrogati da vari studi. Inoltre, Jianianhualong conserva la prima fronda di piume sulla punta della coda tra i troodontidi, con piume asimmetriche, rendendo così i troodontidi il secondo gruppo di teropodi non-aviari a possedere piume asimmetriche; Le piume asimmetriche delle braccia sono state ritrovate nei microraptoria Microraptor, Changyuraptor e forse anche in Zhenyuanlong. Le piume asimmetriche sono correlate con le capacità di volo tra i paraviani, e la loro presenza ha segnato un passo importante nell'evoluzione delle moderne piume aviarie. Questo tratto può essere stato selezionato a causa della sua aumento della locomozione a terra o nell'aria.
Tuttavia, la presenza di piume asimmetriche in Jianianhualong non garantisce che l'animale fosse in grado di planare o di volare propriamente. Le penne della coda di Jianianhualong potrebbe certamente aver avuto una funzione di stabilizzazione dei movimenti (i barbigli del bordo anteriore, avente un basso angolo di 10°, aumentano la rigidità della fronda caudale) o di controllo del flusso d'aria (attraverso la variazione delle penne attraverso la coda). Tuttavia, queste piume differiscono da quelle degli uccelli moderni in quanto le sporgenze del bordo di traino hanno anche un angolo relativamente basso di circa 15°. Così, in termini aerodinamici, le piume nella coda di Jianianhualong probabilmente non avevano la stessa funzione di quelle degli uccelli moderni. Indipendentemente, Il profilo subtriangolare del bordo della coda, così come le fessure che separano le punte delle singole piume, avrebbe fornito la riduzione del trascinamento quando la coda era in uso.

## Paleoecologia
Dopo Mei, Sinovenator, Sinusonasus e Jinfengopteryx, il Jianianhualong è il quinto troodontide scoperto nel Bioma Jehol, con i primi tre troodontidi, provenienti dalla Formazione Yixian. Sebbene Jianianhualong e Sinusonasus rappresentino forme "transitorie", sono comunque più derivati di troodontidi come Mei e Sinovenator. La biodiversità dei troodontids all'interno di Jehol è molto apprezzabile. Oltre ai troodontidi, la Formazione Yixian contiene anche altri animali, sia dinosauri che non-dinosauri. L'hadrosauroide Jinzhousaurus è stato ritrovato a Baicai Gou, la stessa località in cui è stato ritrovato il Jianianhualong, così come il maniraptora Yixianosaurus e innumerevoli esemplari del choristodere Hyphalosaurus.
Altrove nei letti Dawangzhangzi, sono stati ritrovati diversi altri fossili, alcuni dei quali appartenenti agli uccelli Confuciusornis, Hongshanornis, Grabauornis, Liaoxiornis, Longicrusavis, Shanweiniao, Shenqiornis e Zhongornis; Il teropode non-aviano Sinosauropteryx; Il ceratopsia Psittacosaurus; lo pterosauro Cathayopterus; Le lucertole Dalinghosaurus e Yabeinosaurus; i choristodere Hypalosaurus e Monjurosuchus, di cui il primo è altamente abbondante; La tartaruga Manchurochelys; I mammiferi Acristatherium, Akidolestes, Chaoyangodens, Eomaia, Sinobaatar e Sinodelphys; La rana Liaobatrachus; e vari pesci, tra cui Lycoptera (di cui L. davidi è la specie più abbondante, in vena di Hypalosaurus), Peipiaosteus e Protopsephurus.